# 佐久間聡一
佐久間聡一（さくま そういち、英語: Soichi SAKUMA、1982年〈昭和57年〉9月2日 - ）は、日本のヴァイオリニスト。

## 略歴
1982年（昭和57年）9月2日生まれ。山形市出身。
幼少よりヴァイオリンを始め、桐朋学園子供のための音楽教室仙台分室で木村恭子に学ぶ。山形県立山形東高等学校から桐朋学園大学へ進学し、藤原浜雄の下で研鑽を積む。他にも、上野裕佳里、菊池恭江、野村謙介に師事。10代から演奏活動を始め、ソリストや室内楽奏者としてはもとより、日本青少年オーケストラ、桐朋学園オーケストラにて早くからコンサートマスターとして活躍しており、大学在学中にはNHK-FMのラジオ番組でウジェーヌ・イザイや武満徹の曲を演奏し放送された。大学に在学中だった2005年（平成17年）から2006年（平成18年）には新日本フィルハーモニー交響楽団の契約団員を務める。
2007年（平成19年）から2012年（平成24年）3月まで大阪フィルハーモニー交響楽団の第二ヴァイオリン首席奏者を務めた後はドイツのハノーファーにて教授であるウルフ・シュナイダー（英語: Ulf Schneider）の下で研鑽を積んだほか、2013年（平成25年）からブレーメン・ドイツ室内フィルハーモニー管弦楽団に客演。
帰国後、オーケストラへの客演をはじめ全国各地で公演や録音を行うかたわら、「幼少期からの音楽体験プロジェクト」など、乳幼児が音楽に触れやすい機会の創出にも力を注ぐ。
2014年（平成26年）4月から2022年（令和4年）3月末まで、広島交響楽団の第一コンサートマスターに就任。2023年（令和5年）4月から洗足学園音楽大学の非常勤講師に就任。
「エレメンツ・ストリング・クァルテット」、「アウラス・トリオ」、「貴公子トリオ・ド・ブロク」、「ヴィルトゥオーゾ横浜」、「昴21弦楽四重奏団」、「弦楽トリオAXIS」、「石田組」のメンバーとしても活動。
CD録音も数多く、複数のソロ・アルバムをリリースしている。「die Liebe 4」リリース時には、レコード芸術誌にて「見た目は地味だが、味わい深い演奏を聴かせる」と評される。音楽の友にて「魅力的な音色で聴衆を一つにする力がある」と評されるなど誌上でも注目され、オーケストラでの活動に加えソリストとして数多くの室内楽コンサートに出演するほか、霧島国際音楽祭や東京・春・音楽祭など国内の主要な音楽祭にも招かれる。
様々なヴァイオリニストを面白おかしく誇張して演奏する物真似を披露し、笑いを誘う一面も持っている。お互いに霧島国際音楽祭のマスタークラス受講生で年齢も近い長原幸太とは共演回数も多く、佐久間が本人を前に長原の物真似をするなど公私ともに仲が良い。

## 作品

### アルバム
- Texture 1（2009年6月、大阪フィルハーモニー交響楽団） - 大阪フィルハーモニー交響楽団の楽団員のソロCD[5][6]。
- リヒャルト・シュトラウス:交響詩「英雄の生涯」作品40（2014年12月3日） - 東京芸術劇場での2014年（平成26年）2月9日の公演。
- die Liebe 佐久間聡一×藤井快哉[注釈 3]（2012年9月6日、KONTA.Inc）
- die Liebe 2 佐久間聡一×藤井快哉 フリッツ・クライスラー名曲集（2013年6月9日、KONTA.Inc）
- die Liebe 3 佐久間聡一×藤井快哉 ドビュッシー&フランク ヴァイオリンソナタ（2013年12月11日、KONTA.Inc）
- die Liebe 4 佐久間聡一×藤井快哉 シューマン[注釈 4]&ブラームス ヴァイオリンソナタ Nr.1（2014年4月1日、KONTA.Inc）
- die Liebe 5 佐久間聡一×藤井快哉 シューマン&ブラームス ヴァイオリンソナタ Nr.2（2014年11月1日、KONTA.Inc）
- die Liebe 6 佐久間聡一×藤井快哉 シューマン&ブラームス ヴァイオリンソナタ Nr.3（2016年6月1日、KONTA.Inc）

## 受賞歴
日本音楽コンクールでは最終の第三次予選で落選し本選には進めず、在学中に顕著な音楽コンクール受賞歴を持たない珍しいヴァイオリニストである。
- 1994年（平成6年）4月 - 第1回・バッハホール音楽コンクール小学生の部第1位
- 2002年（平成14年）8月 - 第23回・霧島国際音楽祭: 特別奨励賞[注釈 5]、優秀演奏賞。